# Франц Мантлер
Франц Мантнер (на немски: Franz Mantler) е австрийски футболист и треньор.

## Кариера
Юноша е на Рапид (Виена). След Първата световна война играе за ФК Германия. Впоследствие емигрира в Кралство на сърби, хървати и словенци. Става играещ треньор на Хайдук (Сплит), като има 1 мач и 1 гол в шампионата на Сплит при победата над Борац с 3:1. Има 16 мача и 13 гола в приятелски срещи.
През 1922 г. става част от Граджански (Загреб) заедно със сънародника си Виктор Гьоц. Дебютира с хеттрик при разгромния успех над Виктория с 12:0, а в рамките на 6 мача вкарва цели 18 попадения. Извежда Граджански до шампионската титла в първото държавно първенство през 1923 г. Мантлер вкарва 2 гола в преиграването на финала срещу ХАШК (Сараево), спечелено с 4:2. Печели с „Гражданите“ титлата още два пъти – през 1926 и 1928 г. По това време тимът доминира в градските турнири, като печели 5 титли на Загреб за 6 сезона и три пъти купата на града.
През 1924 г. играе за сборния отбор на Загреб, който печели Купата на крал Александър.
Макар че започва кариерата си като нападател, Мантлер впоследствие играе като опорен халф и като защитник. При третата си титла с Граджански е основен бранител на тима. През 1929 г. отборът за първи път играе в Купа Митропа и на 1/4-финал се изправя срещу Виктория (Жижков). В първия мач Граджански печели с 3:2, но в реванша чехословаците се оказват по-силни и разгромяват съперника с 6:1.
Приключва състезателната си кариера през 1930 г., като записва за Граджански 18 мача и 4 гола в шампионата на Югославия, 73 мача и 63 гола в първенството на Загреб, 2 мача в Купа Митропа и 1 мач в квалификациите на Купа Митропа.
Треньор е на българския ФК 13 (1930 – 1931, 1935 – 1936 и 1938 г.) Дори изиграва няколко приятелски мача като футболист на отбора. През 1932 г. е треньор на АС-23. След това води видинския Виктория 23 и Чардафон (Габрово). Бил е и домакин в Борислав (София).
В началото на 40-те години е учител по физическо възпитание във Виена.